# Довгошия Тимофій Васильович
Тимофій Васильович Довгошия (Довгошей) (нар. 1899 — вересень 1987, місто Київ) — український радянський діяч, секретар Київського обласного комітету КП(б)У, завідувач Київського обласного відділу народної освіти. Член Ревізійної Комісії КП(б)У (1940–1949).

## Біографія
Член ВКП(б) з 1927 року.
Перебував на відповідальній партійній роботі.
На 1937 рік — 1-й секретар Сквирського районного комітету КП(б)У Київської області.
До 20 грудня 1938 року — завідувач відділу шкіл і науки Київського обласного комітету КП(б)У.
20 грудня 1938 — 8 лютого 1941 року — 3-й секретар Київського обласного комітету КП(б)У.
У 1941 році — завідувач Київського обласного відділу народної освіти.
У 1942—1944 роках — у Червоній армії на військово-політичній роботі. Учасник німецько-радянської війни.
У липні 1944 — після 1949 року — завідувач Київського обласного відділу народної освіти.
Потім — персональний пенсіонер у місті Києві.
Помер у вересні 1987 року в місті Києві.

## Звання
- капітан

## Нагороди
- орден Трудового Червоного Прапора (23.01.1948)
- ордени
- медалі